# 狼孟县
狼孟县，中国古县名。
西汉以狼孟邑置，治所在今山西省阳曲县。汉朝、曹魏属太原郡，晋朝属太原国。北魏省。